# Carum rupicola
Carum rupicola là một loài thực vật có hoa trong họ Hoa tán. Loài này được Hartvig & Strid mô tả khoa học đầu tiên năm 1987.